# Melanéz karvaly
A melanéz karvaly (Accipiter imitator) a madarak osztályának a vágómadár-alakúak (Accipitriformes) rendjébe, ezen belül a vágómadárfélék (Accipitridae) családjába tartozó faj.

## Előfordulása
Pápua Új-Guinea és a Salamon-szigetek területén honos. A természetes élőhelye szubtrópusi vagy trópusi síkvidéki nedves erdők, szubtrópusi vagy trópusi nedves hegyi erdők.

## Megjelenése
Testhossza 28-33 centiméter. A tollruhája fekete, a hasa fehér.